# بوبي كوشران
بوبي كوشران (بالإنجليزية: Bobby Cochran)‏ هو كاتب أغاني وعازف قيثارة أمريكي، ولد في 1950.

## وصلات خارجية
- الموقع الرسمي
- بوبي كوشران على موقع ميوزك برينز (الإنجليزية)
- بوبي كوشران على موقع أول ميوزيك (الإنجليزية)
- بوبي كوشران على موقع ديسكوغز (الإنجليزية)